# سام گریفیتس
سام گریفیتس (انگلیسی: Sam Griffiths؛ زادهٔ ۲۷ مهٔ ۱۹۷۲) چابک‌سوار اهل استرالیا است.